# Abbaye de Brunshausen
L’abbaye de Brunshausen est une ancienne abbaye bénédictine à Brunshausen, devenu un quartier de Bad Gandersheim, dans le Land de Basse-Saxe et le diocèse de Hildesheim.

## Histoire
Brunshausen est choisi pour la première fois par les Ottoniens comme siège du pouvoir, car il se trouve au centre de leur domination et sur la route de l'armée qui relie Mayence à Fulda, Northeim et Hildesheim en passant par la mer du Nord. Le manoir, dont des fouilles découvrent des restes du mur d'environ 840, est probablement doté d'une petite église propriétaire au cours du premier quart du IXe siècle. Pendant les fouilles, il y a un morceau de plâtre avec une inscription runique. Le monastère est consacré d'abord à saint Jean et à saint Étienne puis Boniface de Mayence quand il reçoit des reliques.
Le couvent de l'abbaye de Gandersheim s'installe dans l'abbaye de Brunshausen après sa fondation en 852 jusqu'à l'achèvement de l'église et des bâtiments du couvent de Gandersheim. Même après le déménagement à 881, Brunshausen demeure un monastère bénédictin. Au cours de cette période, le fondateur du monastère bénédictin Liudolf de Saxe, en 866, et Hathumod, fille de Liudolf et première abbesse du couvent, en 874, sont enterrés dans le monastère. Le corps de Liudolf est ensuite transféré dans la collégiale. L'abbaye devient indépendante. La juridiction spirituelle incombe à l'évêque de Hildesheim.
En 1134, Henri, le premier abbé de Clus devient également abbé de Brunshausen. L'abbaye devient un monastère double. Mais la domination des 1 200 religieuses repoussent l'influence des deux monastères masculins proches.
Au XVe siècle, le monastère retrouve une bonne situation économique grâce à l'augmentation des biens du monastère. En 1448, l'abbaye-fille de Clus intègre la congrégation de Bursfelde.
La principauté de Brunswick-Wolfenbüttel est occupée en 1542 par les troupes de la ligue de Smalkalde, la religion protestante s'impose. Mais les chanoines résistent. En 1547, le duc Henri II de Brunswick-Wolfenbüttel, de retour au pays, rétablit la foi catholique. En 1568, la Réforme est finalement introduite par son fils, Jules de Brunswick-Wolfenbüttel. Le 31 octobre 1568, la commission de visitation de Brunshausen en fait un monastère protestant. Les fonctionnaires ducaux doivent prendre en charge l'administration du monastère, tandis que l'abbaye de Gandersheim se défend. Ce différend sur l'affiliation du monastère est finalement clarifié en 1593 dans le contrat entre Gandersheim et le duc Henri-Jules de Brunswick-Wolfenbüttel, lorsque le monastère est tombé entre les mains du duc.
Pendant la guerre de Trente Ans, le monastère souffre des soldats en maraudage. En raison de l'édit de restitution pour le catholicisme du 6 mars 1629, les cinq conventuelles restantes sont expulsées et remplacées par des religieuses catholiques. Mais en 1631, le lieu est de nouveau protestant. Cependant, la destruction rend impossible le retour des femmes conventuelles protestantes. En 1655, le catholicisme reprend ses droits. Mais la vocation de l'abbaye change. Une école s'installe.

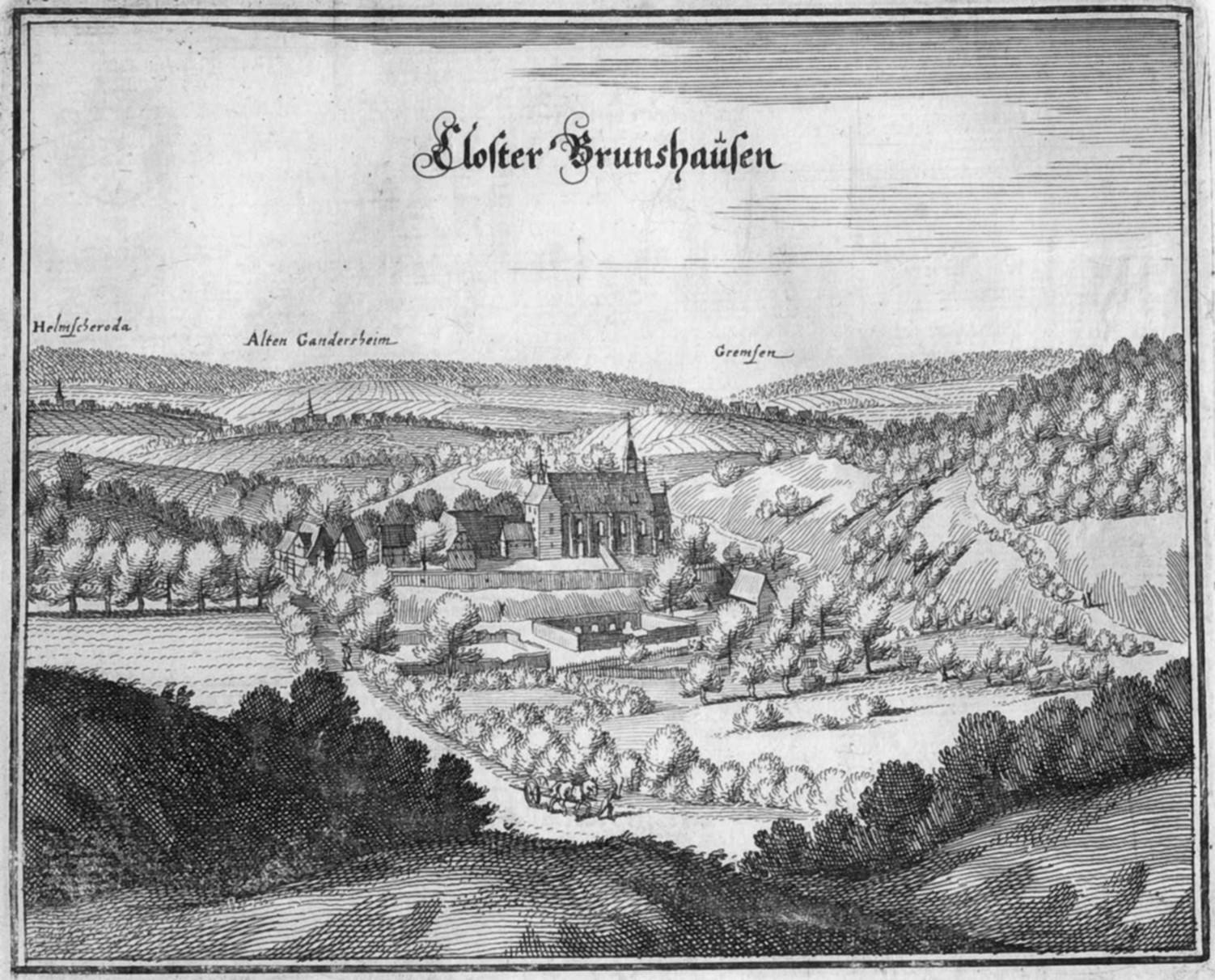
Vue de l'abbaye par Matthäus Merian au milieu du XVIIe siècle.

En 1695, Rodolphe-Auguste et Antoine-Ulrich de Brunswick-Wolfenbüttel acceptent que l'abbaye de Brunshausen dépende de Gandersheim. Ce transfert résulte des négociations du monastère avec le duc Antoine-Ulrich de Brunswick-Wolfenbüttel en vue de l'élection de sa fille Henriette-Christine comme abbesse de Gandersheim et des conditions connexes du monastère. L'intronisation de l'abbesse a lieu en avril 1694, la passation de Brunshausen et de Clus en décembre 1695. À cette époque, il y a quatre personnes à Brunshausen. À partir de 1709, il n'y a plus de vie monastique.
Le lieu reprend vie à l'initiative de l'abbesse Élisabeth de Saxe-Meiningen. Elle fait reconstruire l'abbaye de 1713 à 1726 en un palais d'été baroque. Cependant, après la mort de l'abbesse en 1766, le monastère sert comme résidence ouvrière et entrepôt du domaine de Clus. Les bâtiments du couvent n'existent plus. En 1791, le service dans l'église abbatiale est arrêté à cause du délabrement. Le bâtiment est rendu profane en 1793. Il sert de grange, de hangar et de manège. En 1810, on prononce la sécularisation.
Pendant la Seconde Guerre mondiale, de l'été 1944 à la fin de la guerre, dans l'aile abbatiale occidentale, on garde des travailleuses forcées de l'Europe orientale et leurs enfants. Pendant l'hiver 1945, l'église abbatiale sert également de camp affilié à celui de Bad Gandersheim, sous-camp de Buchenwald. Les détenus travaillent dans une usine d'armement. Le 4 avril 1945, peu avant la fin de la guerre, le camp satellite est évacué et 40 détenus incapables de marcher sont abattus dans une forêt voisine.
L'abbaye appartient à la ville de Bad Gandersheim depuis 1987 qui la reconstruit en 1989 en tant que centre culturel. Depuis mai 2007, la deuxième partie du projet de musée Portal zur Geschichte se trouve dans le monastère. Elle décrit l'histoire du monastère à partir des biographies de femmes importantes pour le lieu. La troisième partie de l'exposition débute en novembre 2013. Dans l'ancienne salle des abbesses, il y a un café (Rosencafé). Depuis les années 1990, un chemin des sculptures de Lamspringe la relie à l'abbaye de Lamspringe.

## Architecture
L'église gothique avec vestiges romans actuellement en place date du XIVe siècle et du XVe siècle. Les vestiges romans sont dans la zone de la tour occidentale, à l'entrée et au sud de l'abside sur le côté. Quatre édifices antérieurs de style roman du IXe siècle sont mis au jour. On apprend par le bâtiment prédécesseur qu’il s'agit d'une basilique romane à trois nefs, plus grande que l’actuelle église du monastère et probablement construite au XIIe siècle. En 1300, le chœur rectangulaire existant est construit parce que son prédécesseur s'est effondré. Le reste de l'église existante date du milieu du XVe siècle. Le nouveau bâtiment est rendu possible par une reprise économique. L'aile ouest du monastère est reconstruite de 1713 à 1726 comme résidence d'été. Au premier étage se trouvent les salles privées de l’abbesse, la salle à manger et la chapelle du château. Au deuxième étage et dans le grenier se trouvent les collections d'Élisabeth de Saxe-Meiningen. Les salles sont aménagées selon les thèmes des collections : architecture, histoire collégiale, sciences naturelles ou monnaies. En 1810, le monastère est souvent vide. Les ailes nord et est ont été démolies au XIXe siècle.